# Zhouzai Dao
Zhouzai Dao är en ö i Kina. Den ligger i provinsen Hainan, i den södra delen av landet, omkring 160 kilometer söder om provinshuvudstaden Haikou. Arean är 0,62 kvadratkilometer. Den sträcker sig 0,7 kilometer i nord-sydlig riktning, och 1,2 kilometer i öst-västlig riktning.